# Zwaantje (Ridderkerk)
Zwaantje is een buurtschap in de gemeente Ridderkerk in de Nederlandse provincie Zuid-Holland. Het ligt in het zuiden van de gemeente in de polder Oud-Reijerwaard ten oosten van Wevershoek.
Bolnes · Oostendam · Oude-Molen · Ridderkerk · Rijsoord · Slikkerveer · Strevelshoek · Wevershoek · Zwaantje · Zwet

Zuid-Holland: Steden en dorpen    Nederland: Provincies · Gemeenten